# Portlandia aestuariorum
Portlandia aestuariorum är en musselart som först beskrevs av Mosevich 1928.  Portlandia aestuariorum ingår i släktet Portlandia och familjen Yoldiidae. Inga underarter finns listade i Catalogue of Life.